# 을숙도인조잔디축구장
을숙도인조잔디축구장(乙淑島人造잔디蹴球場, Eulsukdo Artificial Grass Football Field)은 대한민국 부산광역시에 있는 스포츠 시설이다. 인조잔디 필드가 갖춰진 경기장이며, 2010년 3월에 준공되었다.

## 참고 문헌
- “을숙도체육공원”. 사하구청.
- 《2023 전국 공공체육시설 현황 (2022년 12월말 기준)》. 대한민국 문화체육관광부. 2024.